# مامرکی
مامرکی (به لاتین: Mamerki) یک روستا در لهستان است که در گمینا ونگوژوو واقع شده‌است.